# ای‌او کیمی
ای‌او کیمی (انگلیسی: A.O. Kymi) یک باشگاه فوتبال در شهر کیمی یونان است. این باشگاه در لیگ دسته دوم فوتبال یونان بازی می‌کند. این باشگاه در سال ۱۹۵۷ تأسیس شده‌است. 